# Maud Malone
Maud Malone (1873-1951), también conocida como Maude Malone, era una bibliotecaria estadounidense y «suffragette militante», con sede en Nueva York. También fue portavoz del Sindicato de Empleados de Bibliotecas, el primer sindicato de trabajadores de bibliotecas públicas de los Estados Unidos.

## Primeros años
Maud Malone nació en la ciudad de Nueva York, de padres inmigrantes irlandeses, Annie Malone y Edward Malone. Su padre era médico, su tío Sylvester Malone era sacerdote, y ambos hombres estaban entre los fundadores de la Sociedad Anti-Pobreza de Nueva York. Su hermana Marcella Malone y sus hermanos Lawrence y Sylvester Malone se fueron abogados.

## Carrera
Malone era activa como sufragista en la ciudad de Nueva York. Fue presidenta de la Liga de Derechos Iguales de Harlem cuando organizó una reunión de sufragio al aire libre en 1908. «Fue en el más amplio espíritu de la democracia que salimos a las calles invitando a todos los transeúntes a escuchar nuestros argumentos y ofrecer sus objeciones o hacer preguntas», escribió Malone sobre el evento. En marzo de 1908, dejó la Unión de Mujeres Progresistas en protesta contra sus preocupaciones por atraer a una «multitud bien vestida». En 1909, llevó un gran cartel amarillo que abogaba por el sufragio, en una marcha en solitario desde la Cooper Union, por Broadway y a lo largo de la Quinta Avenida.

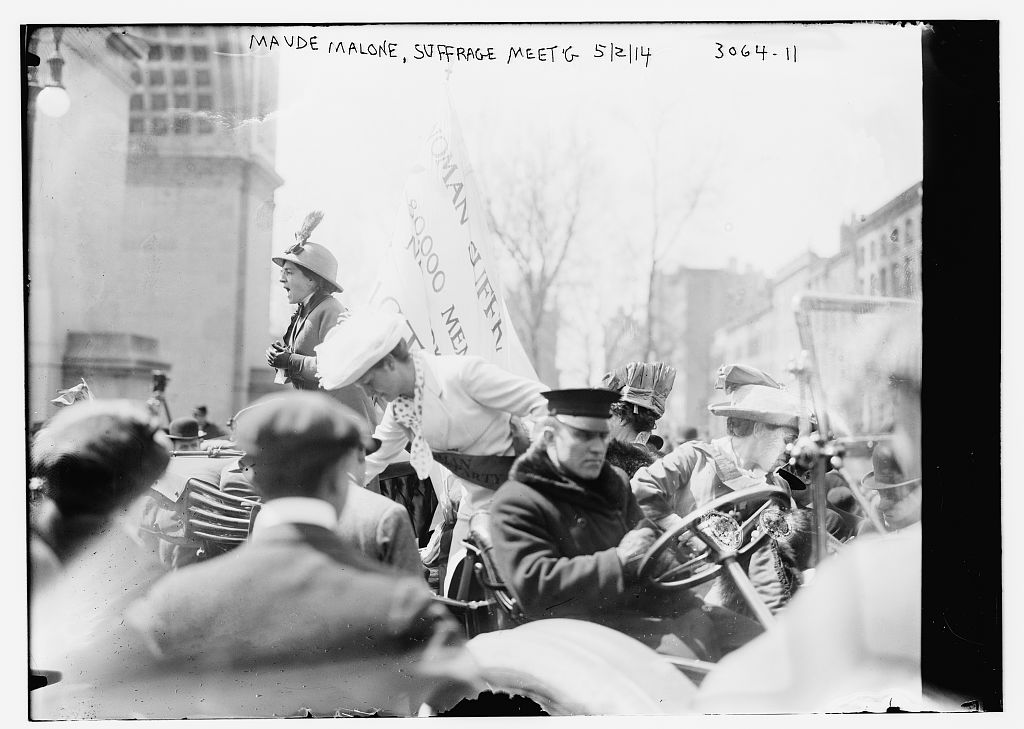
Maud Malone y en un mitin sufragista, en mayo de 1914.

Uno de sus visibles actos de protesta fue como «abucheadora», especialmente en los discursos de los candidatos presidenciales en 1912, cuando se le conocía por gritar «¿Qué pasa con el sufragio femenino?» desde el público. A menudo fue expulsada por este acto, multada, y al menos una vez condenada por crear un disturbio en una reunión pública, y se le dio una sentencia suspendida.  En 1917 hizo un piquete en la Casa Blanca con otros sufragistas.
Maud Malone trabajó para la Biblioteca Pública de Nueva York y fue miembro fundador del Sindicato de Empleados de Bibliotecas en 1917. Fue la portavoz de la organización; su hermana Marcella Malone fue presidenta del sindicato durante un período. Después de muchos años de actividad sindical abierta, fue despedida de su trabajo en la Biblioteca Pública de Nueva York en 1932. Más tarde trabajó como bibliotecaria para el periódico Daily Worker.
Maud Malone murió en 1951, a la edad de 78 años.